# يوليا مالينوفا
يوليا مالينوفا، المولودة باسم Jakovlevna Scheider (بالبلغارية: Юлия Маринова)، عاشت في الفترة بين (1869-1953م)، ناشطة في مجال حقوق المرأة ومطالبة بمنحها حق الاقتراع. وهي إحدى المؤسسين المشاركين للاتحاد النسائي البلغاري وشغلت منصب رئيسة للاتحاد لمرتين في الفترة الأولى بين (1908-1910)  والثانية بين (1912-1926).

## حياتها
ولِدت مالينوفا، الروسية اليهودية، عام 1869م، وتلقّت تعليمها في كل من فرنسا وسويسرا قبل أن تنتقل إلى بلغاريا. تزوّجت من المحامي الروسي ألكسندر مالينوف الذي شغل منصب رئيس الوزراء البلغاري لاحقًا. في عام 1899م حرّرت ورقة Zhenski glas (صوت الأنثى) مع المعلمة والكاتبة الاشتراكيّة آنا كاريما زوجة السياسي الاشتراكي يانكو ساكازوف، وفي عام 1901م شاركت في تأسيس الاتحاد النسائي البلغاري مع كاريما التي نُصّبت كأول رئيسة له.
كانت المنظمة منظمة جامعة تضم 27 منظّمة نسائية محليّة أُسست في بلغاريا منذ 1878م كردٍ على القيود التي فُرضت على المرأة في مجال التعليم ووصولها للدراسة الجامعية في تسعينات القرن التاسع عشر، ولتعزيز تنميتها الفكريّة وزيادة مشاركتها في ترتيب الهيئات التشريعية الوطنية، وجعل (صوت الأنثى) كعضو فيها.
نجحت مالينوفا عام 1908م كرئيسة للاتحاد النسائي البلغاري وجعلته جزءًا من المجلس النسائي الدولي. وضمنت سياسة الاتحاد ليضم كل فئات المجتمع بجميع طبقاته ومعتقداته السياسية، ونظّمت عبره زوجات الجنود خلال الحرب.
هُوجمت مالينوفا في عام 1925م من قِبل النساء القوميّات البلغاريات وذلك بسبب أصلها الأجنبي. تقاعدت من رئاسة الاتحاد عام 1926م لتستلم مكانها ديمترانا إيفانوفا. توفّيت مالينوفا عام 1953.